# S Press Tonbandverlag
Der S Press Tonbandverlag war ein Verlag für experimentelle Literatur, Beat-Poetry und Konkrete Poesie. Mit der Veröffentlichung der Werke auf Tonbändern und Audiokassetten beschritt der Verlag neue Wege. Seit 1970 widmete sich die Edition S Press vornehmlich der akustischen Literatur, also „Dichtung, die man hören muss“, wie ein Slogan des Verlags lautete.

## Name
Auch wenn die sogenannte Edition S Press früh als übergeordneter Name von den Verlegern gebraucht wurde, behandelt der vorliegende Artikel die Verlagstätigkeit bzgl. Tonbändern und Audiokassetten. In von S Press selbst herausgegebenen Katalogen und Broschüren wird neben Edition S Press, S Press Edition und S Press Tonbandverlag auch die Bezeichnung S Press Tonbandreihe benutzt.
Auf den Tonträgern selbst finden sich zudem die folgenden Bezeichnungen:
- S Press Tonband (bis Nr. 50 des Verlagsprogramms)
- S Press Tonbandverlag (ab Nr. 50 des Verlagsprogramms)
- S Press Tape (z. B. Nr. 71, Ted Joans: Jazzpoems)
- S Press Audiocassette (z. B. Nr. 60, Oskar Pastior: Tango)
- S Press International (z. B. Nr. 57, Clark Coolidge: Polaroid)

Nur sehr vereinzelt findet sich auch die Schreibweise mit einem Bindestrich: S-Press.

## Geschichte und Profil

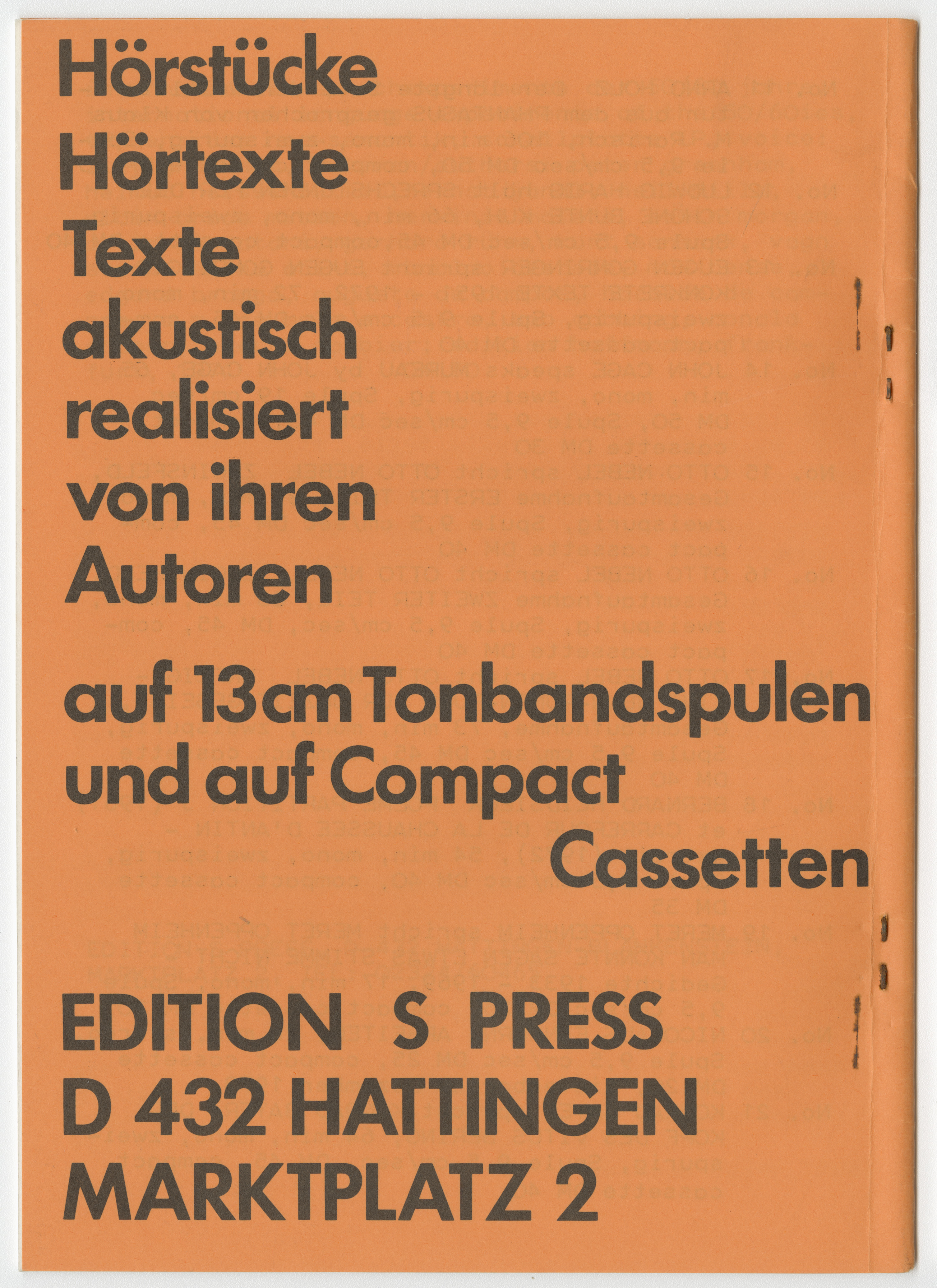
Edition S Press, Katalog Rückseite, 1970er Jahre

Der Fokus des S Press Tonbandverlags lag auf experimentellen Texten unterschiedlicher Art: Neben Lautpoesie, Performance-, Jazz- und Beat-Poetry auch konzeptuelle und Konkrete Poesie. Mit dem S Press Tonbandverlag sollten Möglichkeiten geschaffen werden, solche Werke in einer für sie angemessenen Form zu veröffentlichen, indem sie auf Tonbändern und Audiokassetten erschienen.
Der Verlag ging aus der Galerie S Press in Hattingen hervor. Das „S“ des Verlagsnamens wurde vom Straßennamen der ersten Adresse der Galerie abgeleitet und das „Press“ rührte von den verlegten Grafikeditionen her. Die Galerie wurde damals von der Germanistikstudentin Angela Koehler, dem Gymnasiallehrer Nikolaus Einhorn und dem Künstler Axel Knipschild betrieben. Für sie drängte sich 1969 „wie von allein“ die Idee auf, „einen Verlag zu gründen, der diese Arbeiten in der Form verlegen und vertreiben würde, für die sie konzipiert waren, in der akustischen“. Mit dieser Motivation startete der S Press Tonbandverlag als Teil einer internationalen Szene, die damals Pionierarbeit auf diesem Gebiet leistete. Die über achtzig Veröffentlichungen folgten dabei den Grundprinzipien, dass die Auswahl möglichst international und die Aufnahmen authentisch sein sollten. Dies hieß, die Autorinnen und Autoren selbst so weit als möglich an der Produktion zu beteiligen.
Im deutschsprachigen Raum waren unter anderem Friederike Mayröcker, Matthyas Jenny oder Konrad Bayer mit Lesungen eigener Texte vertreten; Ernst Jandls 13 radiophone texte wurden dagegen unter Verwendung elektronischer Klangeffekte bei der BBC in London realisiert; für den Rundfunk produzierte Hörspiele von Bazon Brock, Gerhard Rühm oder Herbert Schuldt wurden ebenfalls veröffentlicht, und konkrete Poesie fand beispielsweise mit den Konstellationen von Eugen Gomringer sowie mit der Sammlung Texte von Helmut Heißenbüttel Eingang ins Programm. Es sind außerdem mehrere Veröffentlichungen von Oskar Pastior erschienen, unter anderem auch exklusiv für eine akustische Realisation konzipierte Arbeiten wie beispielsweise Summatorium.
Michael Köhler, Bruder von Angela Koehler, kam 1972 zum Verlag und stellte den Kontakt zu John Cage her. Ab 1974 war er in den USA mit seinem Aufnahmegerät unterwegs und sammelte Tonmaterial bei öffentlichen Lesungen oder den Dichterinnen und Dichtern zu Hause. Auch in den USA entwickelte sich damals eine neue Art von Vortragskunst, die mit freien Rhythmen experimentierte, Jargonzitate und Redewendungen übernahm sowie performative oder musikalische Elemente integrierte. In rascher Folge erschienen diese Aufnahmen im S Press Verlagsprogramm: Beat Poetry von Gary Snyder, Lawrence Ferlinghetti, Allen Ginsberg, John Giorno und Anne Waldman; ‚Language Poets‘ wie Larry Eigner und Robert Creeley, aber auch Clark Coolidge und Michael McClure. Von Ted Joans sind seine Jazzpoems erschienenen (inklusive instrumentaler Begleitung live im Kuckucksnest Schwelm aufgenommen), während John Cage und Jackson MacLow mit konzeptuellen Ansätzen vertreten sind.
Die Veröffentlichungen aus dem französischsprachigen Raum von Bernard Heidsieck, Henri Chopin und François Dufrêne nutzen das Tonbandgerät nicht nur als Aufzeichnungsmedium, sondern auch als Instrument, indem Schnitte, Geschwindigkeitsmanipulationen, Mehrspuraufnahmen und Überlagerungen sowie Rückkopplungseffekte als kompositorische Methoden integriert wurden. Das entsprach der Absicht des Verlags, denn: „Alle diese Möglichkeiten regten die Phantasie und Experimentierfreude der Autoren an und führten zu einer ganz neuartigen literarischen Form, der ans Band nicht mehr in Partituren darstellbaren akustischen Literatur, der direkt mit dem Tonband produzierten Stücke.“
Auch die Veröffentlichung von Gedichten der surrealistischen Künstlerin Meret Oppenheim, sowie diejenigen der Musikerin Patti Smith, deren Lesung in einer Kölner Galerie auf Kassette dokumentiert ist, sind erwähnenswert, weil sie das breite Spektrum des Verlagsprogramms auch über die Literaturszene hinaus veranschaulicht. Es erschien außerdem eine Kassette mit Gedichten von Quartanerinnen eines Düsseldorfer Gymnasiums, die „selbständig und ohne auf literarische Vorbilder aufmerksam gemacht worden zu sein“ außerhalb des Unterrichts poetische Spieltechniken entwickelten. In Kooperation mit der Gesellschaft für bedrohte Völker erschien 1978 zudem ein politischer Vortrag von Clyde Bellecourt (Nee Gain Nway Weedum), einem Mitgründer des American Indian Movement.
Der Verlag wurde ab 1980 an Michael Köhler übergeben, der ihn von München aus weiterführte. Wolfgang Mohrhenn (Wuppertal) übernahm von 1980 bis 1990 die Verlagsauslieferung und brachte unter dem Label Edition S Press Aufnahmen von Autorenlesungen heraus u. a. von Ted Joans, Allen Ginsberg, Lawrence Ferlinghetti, Christoph Derschau, Michael Buselmeier, Arnfried Astel. In Wuppertal erschien 1984 außerdem die als Medienpaket (Buch/Tonkassette/Kartensammlung) konzipierte, von Günter Hirt und Sascha Wonders herausgegebene Sammlung Kulturpalast. Neue Moskauer Poesie & Aktionskunst mit Beiträgen von Wsewolod Nekrassow, Dmitrij Prigow, Andrej Monastyrskij, Nikita Alexejew, Natalija Abalakowa und anderen. 1985 folgte mit "Moskau. Moskau" ein weiteres Medienpaket aus Videokassette und Begleitheft mit Aufnahmen von Künstlern und Autoren des Moskauer Konzeptualismus. 1986 folgte die ebenfalls von Hirt/Wonders edierte Tonkassette Azbuki Alphabete von Dimitrij Prigov.
Beispiele akustischer Literatur sind bereits in den frühen künstlerischen Avantgarden des 20. Jahrhunderts zu finden, beispielsweise im Dada, im russischen und italienischen Futurismus und der expressionistischen Dichtung. Um diese Entwicklung zu dokumentieren, veröffentlichte S Press auch einzelne Werke aus dieser Phase, beispielsweise die Lautpoesie von Raoul Hausmann oder die lipogrammatischen Texte Otto Nebels aus dem Umfeld der expressionistischen Dichtung des Sturm-Kreises; mit diesen Veröffentlichungen startete der Verlag 1970 sein Programm. Auch eine Veröffentlichung mit Texten von August Stramm, gelesen von Rudolf Blümner, René Radrizzani und Otto Nebel war geplant, ist aber nie erschienen.
Michael Köhler und Wolfgang Mohrhenn gründeten 1981 die Agentur S Press und veranstalteten Lesereisen mit amerikanischen Autoren u. a. Allen Ginsberg, Amiri Baraka, Ed Sanders. Nach dem Ausscheiden von Wolfgang Mohrhenn kam 1998 das Vertriebsunternehmen S Press Distribution hinzu.
Ab 1980 erschienen einzelne Veröffentlichungen auf Audiokassette mit Klangkunst von Terry Fox und Philip Corner; sowie zahlreiche Neuauflagen früherer Verlagstitel, meist mit veränderter Umschlaggestaltung sowie ISBN Nummern.
Nach Köhlers Tod 2005 wurde das Verlagsarchiv als Teil seines Nachlasses an das Archiv der Akademie der Künste übergeben. Das Archiv der in Wuppertal veröffentlichten Tonträger wird weiterhin von Wolfgang Mohrhenn verwaltet.

## Auf Tonträger verlegte Künstler (Auswahl)
- Natalija Abalakowa
- Nikita Alexejew
- Charles Amirkhanian
- Arnfried Astel
- Konrad Bayer
- Bazon Brock
- Michael Brownstein
- Michael Buselmeier
- John Cage
- Henri Chopin
- Philip Corner
- Robert Creeley
- Christoph Derschau
- Edward Dorn
- François Dufrêne
- Larry Eigner
- Nicolaus Einhorn
- Terry Fox
- Lawrence Ferlinghetti

- Hartmut Geerken
- Allen Ginsberg
- John Giorno
- Eugen Gomringer
- Brion Gysin
- Ludwig Harig
- Raoul Hausmann
- Bernard Heidsieck
- Helmut Heißenbüttel
- Hans G Helms
- Arno Holz
- Ernst Jandl
- Matthyas Jenny
- Ted Joans
- Arrigo Lora Totino
- Jackson Mac Low
- Lewis MacAdams
- Friederike Mayröcker
- Michael McClure

- Alfred Miersch
- Andrej Monastyrski
- Charlie Morrow
- Maurizio Nannucci
- Otto Nebel
- Wsewolod Nekrassow
- Meret Oppenheim
- Peter Orlovsky
- Oskar Pastior
- Dmitri Alexandrowitsch Prigov
- Jerome Rothenberg
- Lew Rubinstein
- Gerhard Rühm
- Herbert Schuldt
- Armand Schwerner
- Patti Smith
- Gary Snyder
- August Stramm
- Steven Taylor
- Anne Waldman